# Andrej Abramov
Andrej Vasil'evič Abramov (in russo Андрей Васильевич Абрамов?; Iževsk, 5 dicembre 1935 – Mosca, 4 maggio 1995) è stato un pugile sovietico dal 1991 russo, plurimedagliato ai Campionati europei di pugilato dilettanti.

## Carriera
È stato Campione dell'Unione Sovietica nel 1957, 1958, 1960, 1961, 1962, 1963 e vice Campione nel 1964.
Ha vinto la medaglia d'oro ai Campionati europei di pugilato dilettanti, nei pesi massimi a Praga 1957; Lucerna 1959; Belgrado 1961 e la medaglia d'argento a Mosca 1963.
Ha partecipato alle Olimpiadi di Roma nel 1960, quando si è dovuto arrendere ai punti, nei quarti di finale, all'italiano Francesco De Piccoli, poi vincitore della medaglia d'oro.
Ha combattuto, nella sua carriera tra i dilettanti, 160 match, con 148 vittorie e 12 sconfitte. Non è mai potuto passare tra i professionisti non essendo ciò consentito, all'epoca, nei paesi a regime comunista.